# Gannan Xiahe Airport
Gannan Xiahe Airport är en flygplats i Kina. Den ligger i provinsen Gansu, i den nordvästra delen av landet, omkring 170 kilometer sydväst om provinshuvudstaden Lanzhou.
Runt Gannan Xiahe Airport är det glesbefolkat, med 9 invånare per kvadratkilometer. Trakten runt Gannan Xiahe Airport består i huvudsak av gräsmarker.
Genomsnittlig årsnederbörd är 792 millimeter. Den regnigaste månaden är juli, med i genomsnitt 174 mm nederbörd, och den torraste är december, med 3 mm nederbörd.